# Киялинский сельский округ
Киялинский сельский округ (каз. Қиялы ауылдық округі) — административная единица в составе Аккайынского района Северо-Казахстанской области Казахстана. Административный центр — село Киялы.
Население — 2490 человек (2009, 3702 в 1999, 5302 в 1989).

## История
Киялинский сельсовет образован 26 октября 1934 года. 12 января 1994 года постановлением главы Северо-Казахстанской областной администрации создан Киялинский сельский округ.

## Состав
Село Гагарино и станционный поселок Шагала были ликвидированы, село Земледельческое было ликвидировано в 2008 году.
В состав округа входят такие населенные пункты:
| Населенный пункт            | Население, человек (1989) | Население, человек (1999) | Население, человек (2009) |
| --------------------------- | ------------------------- | ------------------------- | ------------------------- |
| Барыколь, село              | 266                       | 242                       | 131                       |
| Гагарино, село              | 226                       | 65                        | -                         |
| Земледельческое, село       | 246                       | 156                       | -                         |
| Киялы, село                 | 4274                      | 3227                      | 2214                      |
| Кучковка, село              | 283                       | 233                       | 145                       |
| Шагала, станционный поселок | 7                         | -                         | -                         |